# Strange Liberation
Strange Liberation ist ein Jazz-Album von Dave Douglas, das im Januar 2003 in New York City aufgenommen und im Januar 2004 bei Bluebird Records veröffentlicht wurde.

## Das Album
Das 21. Album des Jazztrompeters und Bandleaders Dave Douglas enthält Eigenkompositionen, die er mit seinem regulären Quintett und einem Gastmusiker, dem Gitarristen Bill Frisell eingespielt hatte. Die Douglas-Band bestand aus Chris Potter am Tenorsaxophon und der Bassklarinette, Uri Caine am Fender Rhodes, James Genus am Bass und Clarence Penn am Schlagzeug. Es war Douglas’ erste Zusammenarbeit mit Frisell, nachdem er bereits seit 1987 beabsichtigt hatte, mit ihm ein Album aufzunehmen.
Die beiden ersten Titel des Albums rufen die Musik von Miles Davis’ Musik in der Phase um Filles de Kilimanjaro (1968) in Erinnerung. Douglas schrieb mehrere Kompositionen für seinen Gast, darunter den Titel The Frisell Dream, der auf einem Traum des Trompeters von der Musik des Frisell-Trios basierte. und den er vor dem Erscheinen des Albums 2003 auf dem Monterey Jazz Festival vorstellte. Der Titel Just Say This nimmt Bezug auf die Terroranschläge am 11. September 2001 und deren Nachwirkungen in den Vereinigten Staaten. Douglas gab in den Liner Notes an, mit dem Titel Skeeter-Ism auf den Versuch eines achtjährigen Jungen zu reagieren, Thelonious Monks Blue Monk zu spielen. Der Titel des Albums bezieht sich auf einen Kommentar, den Martin Luther King, Jr. hinsichtlich Amerikas Verwicklung in den Vietnamkrieg äußerte; die Vietnamesen müssten die Amerikaner als strange liberators betrachtet haben.

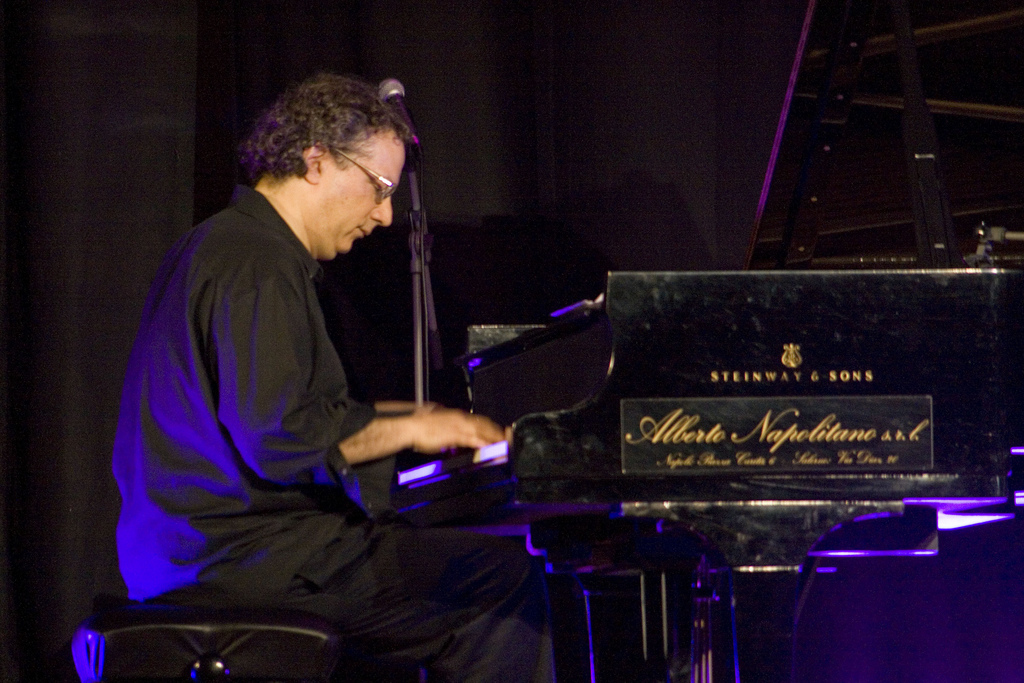
Uri Caine (2008)

Der Fender-Rhodes-Spielers Uri Caine erinnert in seinem Spiel an die beiden Keyboarder der Miles-Davis-Band Ende der 1960er Jahre, Herbie Hancock und Chick Corea und bildet „eine verschmelzende Brücke zwischen den Bläsern, der Gitarre und der Rhythmusgruppe“. Der Gruppensound sei nicht von einem einzelnen Instrument dominiert, so Thomas Conrad in seiner Besprechung, er sei „kollektiv, dramatisch bestimmend“. Ben Ratliff erwähnt den Einfluss der Kompositionen von Wayne Shorter auf die „geheimnisvollen melodischen Linien, denen starke harmonische Bewegung entgegnet“, wie in den Titeln Strange Liberation und The Frisell Dream. Chris Dahlen weist darauf hin, dass Dave Douglas’ Spiel in einigen Titeln Erinnerung an Booker Little wecke.
Das Album beginnt mit A Single Sky, einer kargen melodischen Figur, die modalen Jazz umschließt; „das Titelstück benutzt einen Bluesrahmen, der Caine erlaubt, eine skeletthafte Funk-Improvisation zu spielen, um dann Douglas und Potter in den Vordergrund zu rücken, zu dem Frisell den Hintergrund malt, bevor er selbst sein Solo beginnt.“. In der Jazzelegie Just Say This „Douglas’ gedämpfte Trompetenlinien voll Trauer und Ehrfurcht in der Luft, für das es keine Worte gibt, hingegen Frisells Gitarre dunkle, isolierte Akkorde anschneidet.“ Das anschließende Seventeen „ist eine energische und komplexe Konstruktion, in der die Improvisatoren eine Reihe von rhythmischen Wechseln [...] bewältigen müssen.“
Frisell’s Dream und Mountains from the Train erinnern stark an Frisells eigene Aufnahmen; letzterer Titel ist eine „liebliche, pastorale Klangfläche, mit Gitarren, die vorwärts und rückwärts spielen und frei fließenden, in die solistischen Räume fließenden Harmonien, die die Melodie umgeben – eine träge, gemächliche Linie voll mit Farben, Raum und Texturen, gespielt von den Bläsern.“ in Frisell's Dream „wird ein eleganter Jazzklassizismus beschworen, in dem Blues, Swing und Aaron Coplands Geist in einer verzwickten kleinen melodischen Figur ausgestellt werden, die Raum für akkordisch offene Americana, die inzwischen Frisells Markenzeichen sind“. Hingegen geht Rock of Billy vom Rhythm and Blues zu einem 4/4 Swing; in Catalyst bringt James Genus mit seinem Spiel auf dem elektrischen Bass Funk-Fusion-Stimmung.

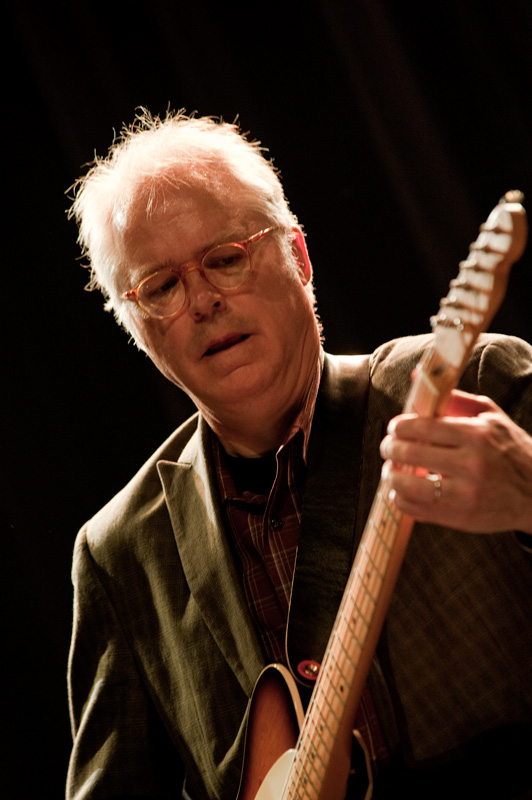
Bill Frisell, mœrs festival 2010

## Titelliste
- Dave Douglas: Strange Liberation (Bluebird 82876-50818-2)

1. A Single Sky – 2:05
2. The Jones – 4:24
3. Catalyst – 5:08
4. Strange Liberation – 8:04
5. Skeeter-ism – 5:58
6. Just Say This – 6:29
7. Seventeen – 8:39
8. Mountains from the Train – 5:15
9. Rock of Billy – 5:55
10. The Frisell Dream – 3:54
11. Passing Through – 1:36

Alle Kompositionen stammen von Dave Douglas

## Auszeichnungen und Rezeption
Strange Liberation stieß in der Jazzpresse auf durchweg positive Resonanz; es erhielt 2004 den niederländischen Edison Jazz Award.
Thom Jurek vergab an das Album im Allmusic 4½ Sterne und bezeichnete es „in seinem Ideenreichtum und seiner Fülle [als] einer der Höhepunkte in Douglas’ bisheriger Karriere“. Weiter heißt es: „Strange Liberation is a laid-back record in terms of its dynamics, but in its imagination and depth it is one of the high marks of Douglas' thus far prolific career. Compositionally it is head and shoulders above most of the stuff out there, and in terms of the taste in its performance and elocution it is virtually untouchable“.
In dem Buch Essential Jazz: the First 100 Years wird das Album beschrieben als ein „faszinierendes Gemisch aus 4/4-[taktigen] Swinggrooves und auf Rock basierenden elektrischen Texturen, die an Miles Davis’ elektrische Musik Ende der 1960er Jahre erinnern“. John Kelman äußerte in All About Jazz die Meinung, dass im Vergleich zu dem Vorgängeralbum The Infinite, das sich noch in der Miles-Davis-Musik der späten 1960er Jahre bewegte, diese Veröffentlichung hingegen „vollständig in sicherem Douglas-Territorium“ sei. Das Album sei another fine entry in a body of work that strives to break down barriers by eliminating preconceptions as to what music should or shouldn't be.

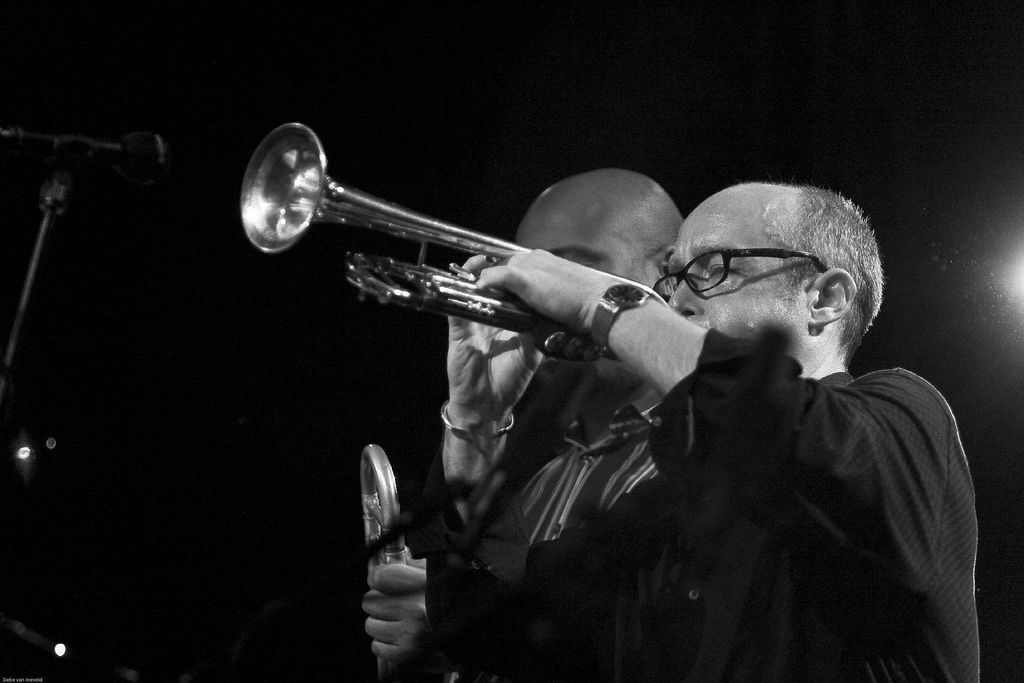
Dave Douglas

Dylan Hicks bezeichnete das Album in den City Pages als Douglas' beeindruckendste Leistung seit Beginn seines Plattenvertrags bei Bluebird,; ähnlich äußerte sich Chris Dahlen bei Pitchfork, das Album sei a set of music that's simply one of the best written, paced and performed works in his catalog, in The New York Times nannte Ben Ratliff es „für das beste Album von Dave Douglas seit einigen Jahren“.
In All About Jazz besprach Marc Myers das Album; es „explodiere förmlich in einem Tumult von [Klang]farben, Stimmungen, Ausdrucksweisen und Rhythmen“. Er lobte insbesondere das Spiel Chris Potters (is playing so well these days it's almost frightening); sein Solo in Catalyst zeige feurige Aggression und eine Kreissägen-artigen Ton, während er in Just Say This angemessen traurig spiele. Frisell „strahle unumschränkt; er liebt es zu spielen, und er bringt das Feeling in dieses Album, wie er in der Vielseitigkeit und Herausforderung dieser Musik schwelgt“. Die Rhythmusgruppe sei „geschlossen, fast telepathisch, und übrigens brillant aufgenommen“. Im Billboard nannte es Dan Ouellette a reflective, whimsical and driving quintet date. Die Zusammenarbeit von Douglas und Bill Frisell funktioniere wie ein perfect tonal match. Thomas Conrad schrieb in JazzTimes, das Album „besitzt die Qualität einer Unmittelbarkeit, die essentiell für Jazz“ sei.